# Cycas pachypoda
Cycas pachypoda é uma espécie de cicadófita do género Cycas da família Cycadaceae, nativa de Binh Thuan e Dong Nai, no Vietname. Segundo dados de 2010, a população tende a descrescer.